# Manfred Kubny
Manfred Kubny (* 1959) ist ein deutscher Sinologe und Buchautor im Bereich der chinesischen Astrologie.

## Werdegang
Er studierte an der Ludwig-Maximilians-Universität München im Hauptfach Sinologie, im Nebenfach Japanologie und Medizingeschichte.  Im Jahre 1994 wurde er bei Wolfgang Bauer promoviert.

## Berufsbild
Kubny betrieb seit den frühen 1980er Jahren auf Taiwan eine jahrelange Feldforschung über den Chinesischen Schamanismus. Sein besonderes Interesse gilt jedoch der Technik Bazi Suanming. Darüber hinaus befasst er sich wissenschaftlich mit den chinesischen Numerologien, dem Qimen Dunjia als Strategiesystem und den klassischen Theorien des Feng Shui. Im Jahr 1984 erhielt er eine offizielle Lehrbefugnis mit Diplomzertifikat des Kultusministeriums der Republik China für das Unterrichten von Taiji Quan.
Nach über zehnjährigem Quellenstudium verfasste er das erste Lehrbuch zur traditionellen Chinesischen Astrologie bzw. Persönlichkeitsanalyse (Bazi Suanming) in einer westlichen Sprache.
Seit 2003 leitet er die „Internationale Akademie für traditionelle chinesische Astrologie“ (IATCA). Ihr Firmensitz ist in Berlin.

## Schriften
- Qi – Lebenskraftkonzepte in China: Definitionen, Theorien und Grundlagen. Haug-Verlag, Heidelberg, 1. Auflage 1995 und 2. Auflage 2002, ISBN 3-8304-7105-X
- Traditioneller Chinesischer Mondkalender. Das chinesische Mondjahr und das westliche Sonnejahr von 1910–2020. Kehrer-Verlag, Heidelberg 2000, ISBN 3-933257-09-3
- Bazi Suanming. Die Schicksalsberechnung nach den acht Zeichen. Kehrer-Verlag, Heidelberg 2000, ISBN 3-933257-08-5
- mit Hans Linden: Roulette: Lehrbuch für eine systematische Roulette-Strategie. Drachen Verlag, 2004, ISBN 3-927369-10-1
- Feng Shui: Die Struktur der Welt. Drachenverlag, 2008, ISBN 3-927369-34-9